# Antichloris musicola
Antichloris musicola är en fjärilsart som beskrevs av Cockerell 1910. Antichloris musicola ingår i släktet Antichloris och familjen björnspinnare. Inga underarter finns listade i Catalogue of Life.